# 三助

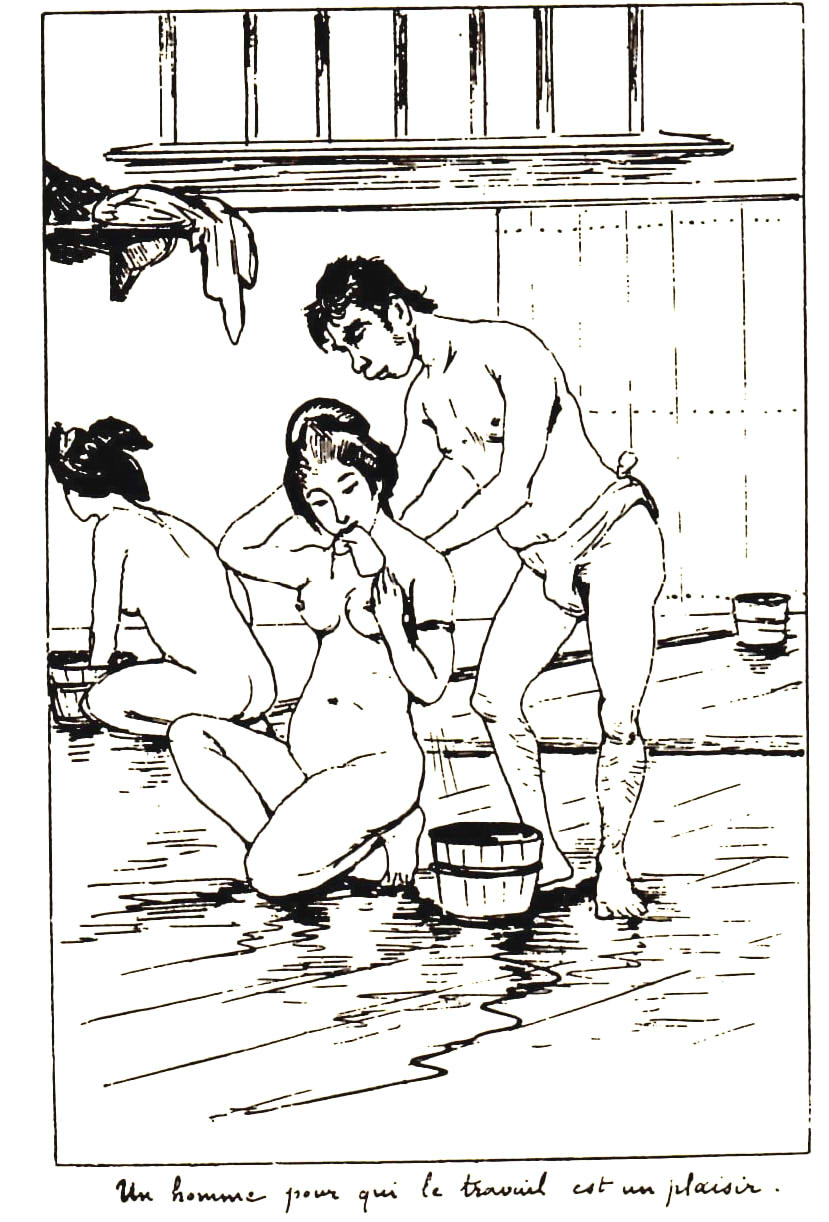
女湯で流し中の三助。ジョルジュ・ビゴー画

三助（さんすけ）とは、江戸時代中頃から現代における日本の銭湯で働いていた、男性労働者。釜焚きや下足番、また男湯・女湯で入浴客の背中を流すなど、銭湯における直接間接のサービスに従事した。

## 概要
三助志望者は街の銭湯に雇用されると、まず見習いとなり、昼間は大八車を引いて普請場や家屋解体現場に行き、釜焚きの薪になる廃材や古材木を貰ってくる「外回り」を務める。忙しい夕方になると、入り口で客が脱いだ履物の出し入れや、預かり管理する下足番を勤める。見習い2～3年目から釜焚きに参加し、浴客の身体を洗う「流し」に出るようになると三助と名乗ることが可能となり、客からもそのように呼ばれた。銭湯入場時の料金の他に、三助に対し「流し代」の別料金を支払った浴客に対し、予め用意した「留桶（とめおけ）」という小判型の専用桶を持ち、一般にはふんどし姿、場合によっては半股引を穿き、浴室で背中などの身体を洗う接客に従事した。
1915年（大正4年）の時点で、東京の三助は約300人。待遇は食事付きで日給40銭であった。
昭和初期においても一人前の三助と認められるには約10年は働くことが必要であり、長期間勤めた者は雇用主の代わりに銭湯の番台を勤めることもあった。三助となった男性は資金を蓄えた後に、銭湯経営者として独立することが多かった。

## 語彙
三助の「三」は炊爨（すいさん）の「さん」の意味で、炊爨やその他雑用を勤めたことによる。現代のように銭湯の浴室で浴客の垢すりや身体を洗う接客、その他雑用を行った男性被用者を一般に指すようになるのは享保（1716年 - 1736年）、または化政期以降である。それ以前の江戸時代は、雑用に従事し身分の低い男性奉公人である下男や小者の通称が三助であった。
このほか、『公衆浴場史』（全国公衆浴場業環境衛生同業組合連合会、1972年）に紹介されている説として、江戸時代の銭湯で働き者として人気があった、越後国出身の兄弟3人（仁之助、三助、六之助）が由来という伝承もある。
また、異説として奈良時代に天然痘が蔓延した時（ハンセン病という説もあり）、聖武天皇の后であった光明皇后は浴室（現在のサウナに近い）を建設し、自ら患者の治療に献身した。この折に三人の典侍が皇后を助けた。彼らは「三典（サンスケ）」と呼ばれ、これが後の「三助」の語の由来になったともいう。
三助には富山県や新潟県出身者が多く「富山の三助」という表現があった。現在では「三助」「富山の三助」は放送禁止用語である。職業差別的表現にあたるという。

## 流し
浴室において三助が行う、浴客の身体を洗ったり垢すりなどの接客を「流し」という。三助は、番台から流しを希望する客がいる旨を受けると、桶に湯を汲んで流し場へ用意し、その桶の元へとやって来た客に対して、流しを行う。客が複数いる場合などは、待ち時間やその順番を間違わないよう気を使い、手際よく流しを進めていく必要があった。三助は、男女問わず流しを提供しており、大勢の裸の女性客に混じって流しをする必要があることから、その環境への耐性を身に着けないと三助の仕事は勤まらなかったという。三助自身はもちろん、流しをされる女性の側も、女湯に三助が所在することに羞恥を感じることはなかったとされる。流しを終えた後、客から流しの札を受け取ることで、その客への流しの接客が完了する。その札の数によって、給料の他に歩合給がつく給料形態となっていた。なお、三助の給料は銭湯の男性被用者の中では最も高額であった。

## 前近代の三助
江戸時代初期までは女性（湯女）によってこの種のサービスが提供されていたが、次第に性的なサービスに変質してゆき、時の為政者によって禁止された。湯女の禁止に伴い、代わって男性（三助）が浴客の垢かきの役割を担うようになった。三助は、銭湯の主に仕える男衆の中の階級の一つであり、被用者としての最高の位にあたる。

## 近代以降の三助
流しは昭和中頃に隆盛を誇り、入浴時の贅沢として捉えられていた。しかし、ボイラーや一般家庭への浴室の普及が進むに連れて、三助の需要が減少していき、それに伴って流しのサービスも衰退していった。
日本で実働していた最後の三助は東京都荒川区東日暮里にある「斉藤湯」の一人のみとなったが、高齢のために2013年12月29日をもって流し業務を終了した。1回400円で男性・女性問わず流しを受けることができ、休日には全国各地から流しを受けに来訪する客もいた。
斉藤湯には2018年時点でも、流しを希望する電話がかかってくることがあるという。また2018年からは、東京都目黒区緑が丘にある「みどり湯」が、指圧師による現代版Sansuke（三助）サービスを復活させた。
なお、銭湯ではないものの、東京都墨田区にある東京楽天地9階の楽天地スパでは近いサービスを受けることができる。他に都内近郊としては、健康センターを全国で初めて営業した「湯の泉」が三助サービスを無料提供している。

## 資料
- NHK教育『知るを楽しむ 歴史に好奇心』　あ～極楽の銭湯史- 第3回
- 小野武雄『江戸の遊戯風俗図誌』1977年
- 赤松啓介『夜這いの民俗学』1994年
- 赤松啓介VS上野千鶴子『猥談：近代日本の下半身』
- 吉田忠深瀬泰旦編『東と西の医療文化』思文閣出版、2001年
- 中野栄三『入浴・銭湯の歴史』雄山閣出版、1984年、（雄山閣BOOKS No.16） ISBN 4-639-00311-0
- 笹川潔『前小景』敬文館書房、1912年（明治時代に出版された、女湯に三助が存在する淫靡な風習を批判する書。）